# Can Violella
Can Violella és una casa de Sant Joan les Fonts (Garrotxa) inclosa a l'Inventari del Patrimoni Arquitectònic de Catalunya.

## Descripció
La petita casa de Violella conserva una interessant llinda a la porta principal a on diu: "ENLO ANY1792/ME FECIT PERE BADOSA".
Avui, al pla de Sant Joan les Fonts, quasi no existeix cap més casa que hagi conservat les llindes amb inscripcions degut a les moltes reformes que s'hi han fet. La resta de l'edifici no conserva res de remarcable; és de planta rectangular, teulat a dues aigües i disposa de planta baixa i pis. Va ser bastida amb pedra volcànica, emprant carreus per fer els cantoners i els marcs de les obertures.